# اورنج استار
اورنج استار (ژاپنی: 夏背؛ زادهٔ ۲۰ اوت ۱۹۹۷) موسیقی‌دان اهل ژاپن است.